# Federazione calcistica delle Isole Vergini Americane
La Federazione calcistica delle Isole Vergini Americane, ufficialmente U.S. Virgin Islands Soccer Federation, fondata nel 1989, è il massimo organo amministrativo del calcio nelle Isole Vergini Americane. Affiliata alla FIFA dal 1998, essa è responsabile della gestione del campionato di calcio e della nazionale di calcio dell'arcipelago.